# Luc-sur-Mer
 Luc-sur-Mer  es una población y comuna francesa, situada en la región de Baja Normandía, departamento de Calvados, en el distrito de Caen y cantón de Douvres-la-Délivrande.

## Demografía
| 1931 | 1976 | 2392 | 2609 | 2902 | 3036 |
| Para los censos de 1962 a 1999 la población legal corresponde a la población sin duplicidades (Fuente: INSEE [Consultar]) |      |      |      |      |      |